# Célestin Nanteuil

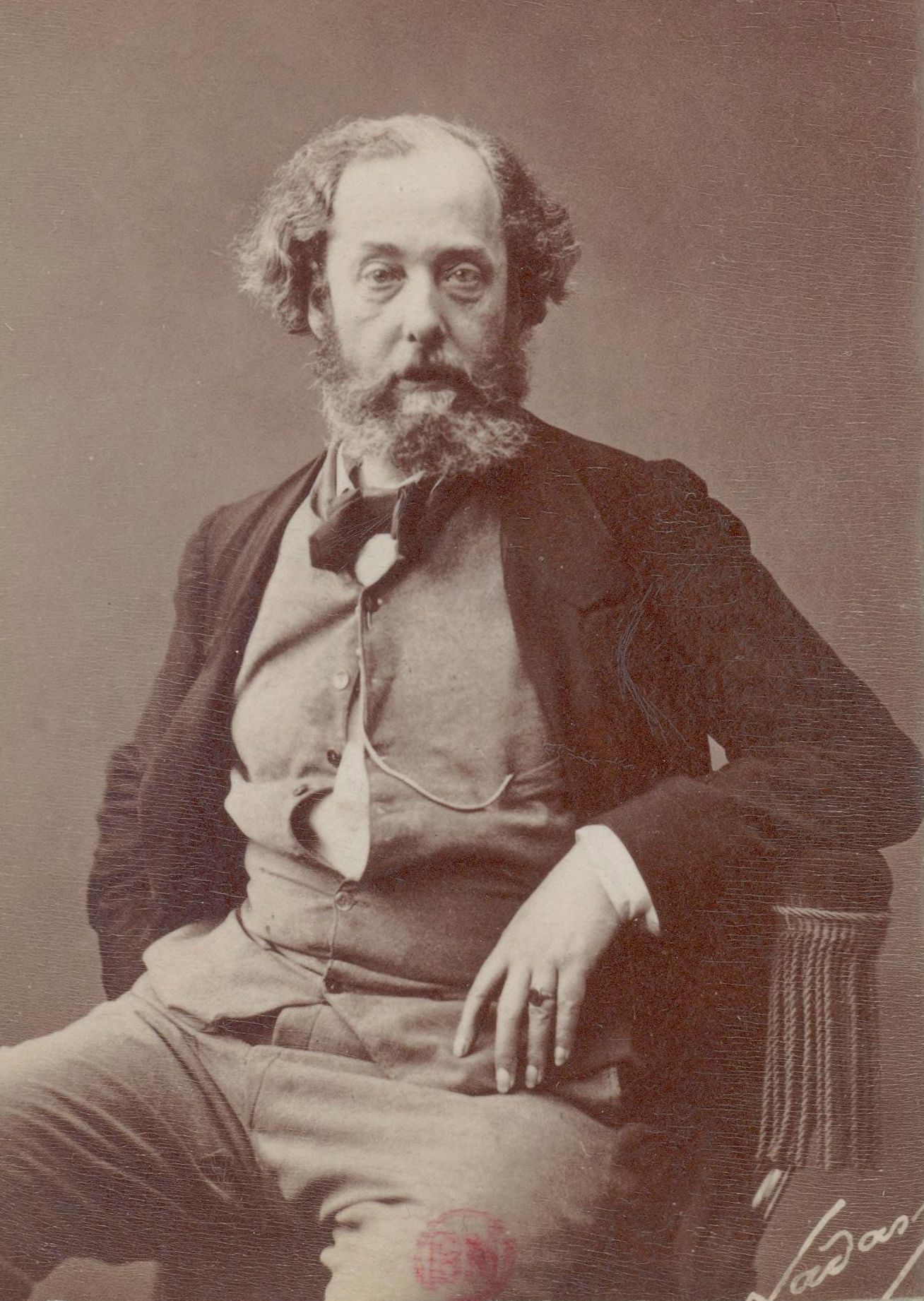
Célestin Nanteuil

Célestin Nanteuil (* 11. Juli 1813 in Rom; † 7. September 1873 in Bourron-Marlotte bei Paris) war ein französischer Maler, Zeichner und Illustrator. Sein Werk ist vornehmlich der Romantischen Malerei zuzuordnen. 
Er entstammte einer Künstlerfamilie und begann früh (1827) mit seiner Ausbildung als Maler. Seine Lehrer waren u. a. Jean-Charles Langlois und Jean-Auguste-Dominique Ingres. Gegen 1829 lernte er Victor Hugo kennen. Aus der Bekanntschaft wurde eine langjährige Freundschaft. 
Nanteuil lieferte zu zahlreichen Büchern Hugos die Illustrationen, ebenso für andere zeitgenössische Schriftsteller wie Alexandre Dumas, Gérard de Nerval oder Honoré de Balzac. 
Nanteuil erhielt Medaillen für seine Werke auf den Pariser Salons von 1837, 1848 und 1861 und auch auf der Weltausstellung Paris 1867. Ab 1848 war er Leiter des Museums und Direktor der kaiserlichen Schule der schönen Künste in Dijon. Er war Mitglied der Ehrenlegion.